# Gabriel Abossolo
Gabriel Abossolo est un footballeur camerounais, né le 16 janvier 1939 à Yaoundé et mort dans la même ville le 9 novembre 2014.

## Carrière
Milieu de terrain défensif, en provenance de Poitiers, il est le véritable poumon des Girondins de Bordeaux de 1959 à 1969.  
Sous les couleurs bordelaises, il dispute 8 matchs de coupe d'Europe et inscrit 2 buts.